# Ceratina subscintilla
Ceratina subscintilla är en biart som beskrevs av Cockerell 1937. Ceratina subscintilla ingår i släktet märgbin, och familjen långtungebin. Inga underarter finns listade i Catalogue of Life.